# Adorable (film)
Pour les articles homonymes, voir Adorable.
 (mars 2025).
Si vous disposez d'ouvrages ou d'articles de référence ou si vous connaissez des sites web de qualité traitant du thème abordé ici, merci de compléter l'article en donnant les références utiles à sa vérifiabilité et en les liant à la section « Notes et références ».
Pour plus de détails, voir Fiche technique et Distribution.
Adorable est un film américain réalisé par William Dieterle, sorti en 1933.

## Synopsis
Une princesse rebelle essaye d'épouser l'homme qu'elle aime au lieu du vieux prince étouffant que ses parents veulent qu'elle épouse.

## Fiche technique
- Titre français : Adorable
- Réalisation : William Dieterle
- Scénario : George Marion Jr., Jane Storm, Robert Liebmann, Paul Frank et Billy Wilder
- Photographie : John F. Seitz
- Montage : R. W. Bischoff et Irene Morra
- Pays d'origine :  États-Unis
- Format : Noir et blanc - 1,37:1 - Mono
- Genre : Comédie romantique, Film musical
- Date de sortie : 1933

## Distribution
- Janet Gaynor : Princesse Marie Christine
- Henri Garat : Karl Conrad
- Charles Aubrey Smith : Le Premier Ministre, Von Heynitz
- Herbert Mundin : Le Détective, Pipac
- Blanche Friderici : La Comtesse
- Hans Heinrich von Twardowski : Le Prince de Pontevedro
- James A. Marcus : le Cuisinier
- Parmi les acteurs non crédités :
- Albert Conti : Le Capitaine
- Sterling Holloway : Emile, le valet de Karl
- Stuart Holmes : The Major